# Maging Sino Ka Man
Maging Sino Ka Man é uma telenovela filipina produzida e exibida pela ABS-CBN, cuja transmissão ocorreu em 2006.

## Elenco
- John Lloyd Cruz - Gabriel "Eli" Hidalgo Roxas
- Bea Alonzo - Jacqueline "Jackie" Madrigal-Roxas
- Anne Curtis - Celine Magsaysay
- Sam Milby - Jaime "JB" Roxas-Berenguer